# Красное Раздолье (Локтевский район)
Красное Раздолье — исчезнувший посёлок в Локтевском районе Алтайского края России. Располагался на территории современного Новомихайловского сельсовета. 

## География
Посёлок располагался в 5 км к юго-востоку от села Советский Путь.

## История
Основан в 1922 году. 
В 1928 году состоял из 80 хозяйств. В составе Николаевского сельсовета Локтевского района Рубцовского округа Сибирского края.
Исключён из учётных данных в 1985 году.

## Население
национальный и гендерный состав
В 1926 году в посёлке проживало 472 человека (244 мужчины и 228 женщин), основное население — украинцы.